# Itiberê Zwarg

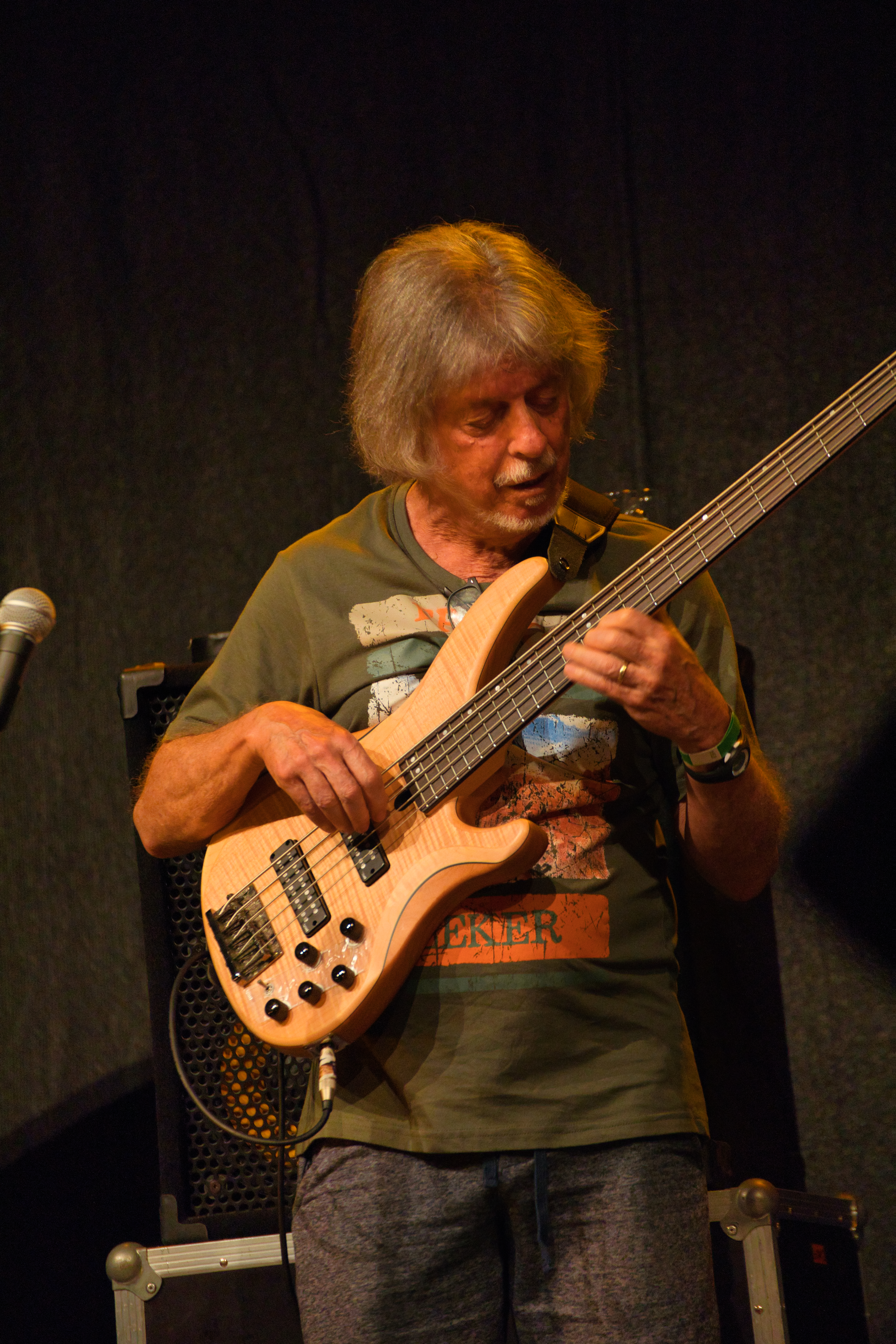
Itiberê Zwarg auf dem INNtöne Jazzfestival (2022)

Itiberê Luiz Zwarg (* 24. Januar 1950 in São Paulo) ist ein brasilianischer Jazzmusiker (Kontrabass, Komposition).

## Leben und Wirken
Itiberê Zwarg, Sohn des Musikers und Komponisten Antônio Bruno Zwarg (1923–2016), der ihn in die Musik einführte. Er lernte zunächst Klavier, später Kontrabass und andere Instrumente wie z. B. Tuba. Seine Karriere begann er im Orchester von Ray Carelli, wo er Tanzmusik spielte. In den 1970er Jahren gehörte er den Bands Xangô Três und Bossa Jazz Trio an. Seit 1977 bis heute ist er Mitglied des Ensembles von Hermeto Pascoal, mit dem er weltweit auftritt und neun Alben einspielte (Zabumbê-bum-á; Montreux Alive; Cérebro Magnético; Hermeto Pascoal & Group; Lagoa da Canoa; Só não Toca Quem não Quer; Brasil Universo; Festa dos Deuses; Mundo Verde Esperança).
Seit 1992 ist Zwarg zudem als Komponist und Arrangeur tätig. So arrangierte er für Gilson Macedos Album Variasons und trug zu den CDs De onde vens der Sängerin Ivetty Souza und der CD Cordas Cruzadas des Quarteto Mahogany bei. 1999 gründete er die Itiberê Orquestra Família, mit der er die Alben Pedra de Espia (2001), Calendário do som (2005) und Contrastes (2008) veröffentlichte und an der CD Igual a mi corazón der argentinischen Sängerin Liliana Herrero mitwirkte. 2011 wurde aus der ehemals großformatigen, anfangs aus Musikschülern bestehenden Itiberê Orquestra Família die zunächst acht- und nunmehr sechsköpfige Band Itiberê Zwarg & Group. 2017 entstand ein Album mit ihm und dem finnischen UMO Jazz Orchestra.